# Д’Ажеси, Огюст Бернар
Огю́ст Берна́р д’Ажеси (фр. Bernard d'Agesci; 11 марта 1756 или 12 марта 1756, Ньор — 1828 или 26 июля 1829, Ньор) — французский художник-портретист.

## Биография
Родился в городе Ньор и рано проявил талант к рисованию, который заметил коллекционер предметов искусства Марк Антуан Рене. После переезда в Париж стал учиться в Академии живописи и скульптуры, где его учителями были Жан Бернар Ресту и Луи Жан-Франсуа Лагрене.
Через четыре года он отправился на виллу Медичи в Рим как пенсионер, под покровительство Жозефа-Мари Вьена. Получил премию Академии изящных искусств (Болонья) за картину, изображавшую музу Эрато. После возвращения во Францию выполнял портреты аристократии.
С началом Великой французской революции и упразднением академии художеств вернулся к семье в Ньор. Он создал небольшой музей и пожертвовал книги для местной библиотеки. С 1802 года занимал пост учителя рисования в местной школе.
В настоящее время Музей Бернара д’Ажеси в Ньоре объединяет в себе музей изящных искусств, музей естественной истории и музей образования.

## Комментарии
1. ↑  с XVIII по начало XX века выпускник Академии художеств, получивший денежное пособие (пенсион) для дополнительного совершенствования мастерства, аналог современного гранта. Аналогичные пенсионы также назначало Императорское общество поощрения художеств.